# La la laj
La la laj è il secondo singolo della cantante pop rock ceca Ewa Farna estratto dal suo secondo album di studio Ticho.

## Classifiche
| Classifica (2007)       | Posizione massima |
| ----------------------- | ----------------- |
| Czech Singles Chart     | 2                 |
| Slovakian Singles Chart | 27                |
| European Singles Chart  | 199               |